# 小行星13638
小行星13638（13638 Fiorenza）是一颗绕太阳运转的小行星，为主小行星带小行星。该小行星于1996年2月14日发现。

## 轨道参数
小行星13638的轨道半长轴为2.3507644 UA，离心率为0.092。